# Actio communi dividundo
Actio communi dividundo – w prawie rzymskim powództwo o podział rzeczy wspólnej, przysługująca współwłaścicielowi przeciwko pozostałym współwłaścicielom.

## Charakterystyka powództwa
Współwłaściciel mógł się domagać sądowego zniesienia współwłasności, jeżeli współwłaściciele nie byli w stanie porozumieć się co do tej kwestii. Spośród skarg działowych, actio comuni dividundo miała charakter najbardziej ogólny. Skarga ta była powództwem opartym na dobrej wierze.